# Croissant de Saint-Martin

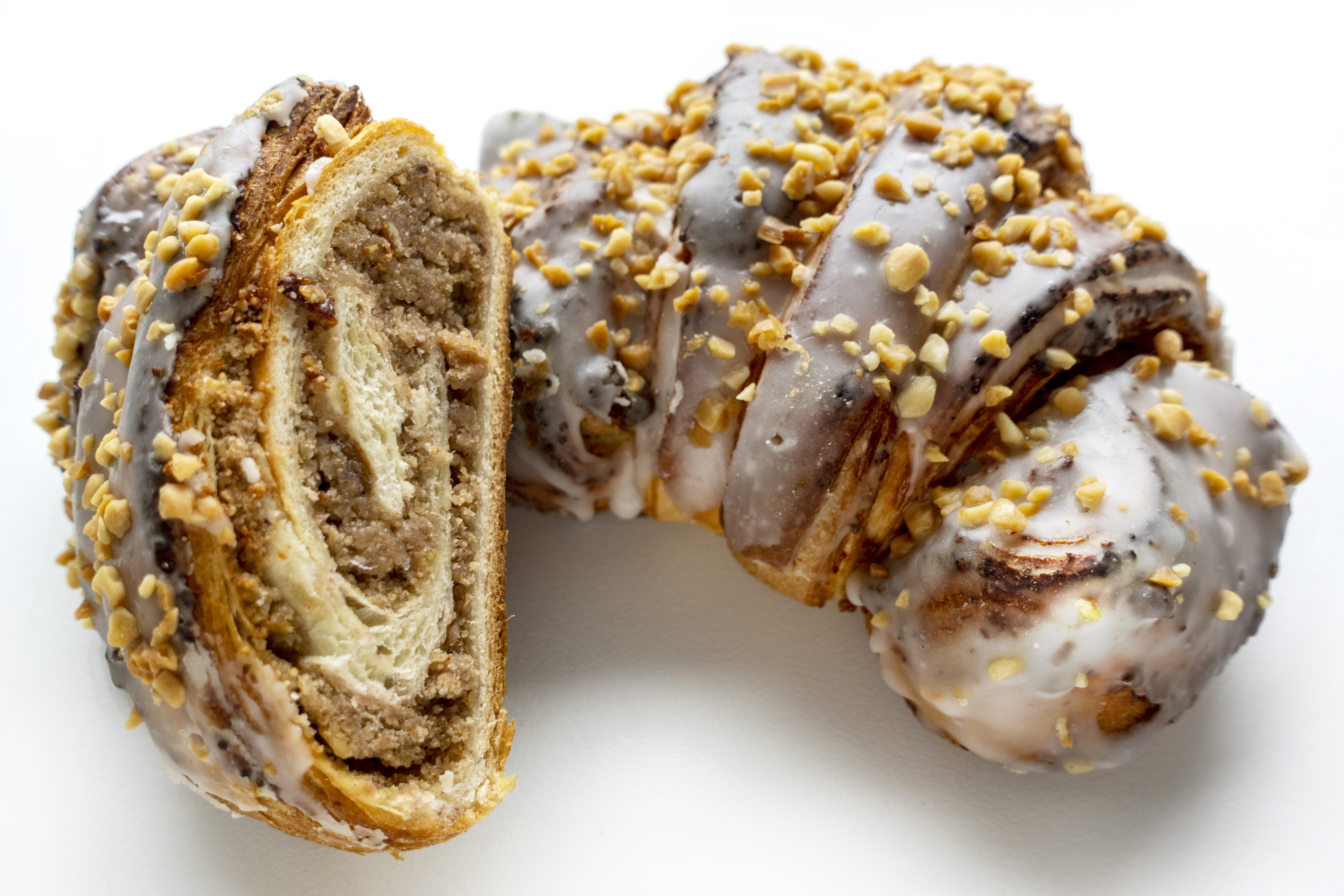
Croissant de Saint-Martin.

Le croissant de Saint-Martin (en polonais : rogal świętomarciński) est une pâtisserie polonaise typique propre à la partie ouest de la Pologne (la ville de Poznań et ses alentours). C’est un croissant fourré au pavot blanc, préparé à l’occasion de la Saint-Martin.

## Histoire
La tradition des croissants de Saint-Martin remonte à l’année 1891. Cette année-là, avant la Saint-Martin, Jan Łewicki, le curé de la paroisse Saint-Martin (à Poznań), fit appel aux fidèles. Il les incita à faire un geste de charité envers les pauvres. Le pâtissier Józef Melzer répondit à cet appel en préparant trois plaques pleines de croissants qu’il apporta devant l’église. Les années suivantes, les autres habitants suivirent le geste du pâtissier en aidant les pauvres à bien manger le jour de la Saint-Martin. Les riches achetaient les croissants qu’ils donnaient ensuite aux pauvres.
La légende dit que la forme du croissant évoque le fer perdu par le cheval de saint Martin. Un des boulangers de Poznań a fait un rêve où il avait vu saint Martin sur son cheval, il releva le fer à cheval[pas clair] perdu et il décida de cuire les gâteaux de cette forme.

## Les croissants d'aujourd'hui
La tradition des croissants de Saint-Martin préparés pour le 11 novembre a survécu jusqu’à aujourd’hui à Poznań. Le jour de la Saint-Martin, on vend environ 250 tonnes de ces croissants et, entre le 9 et le 11 novembre, environ 400 tonnes. Ils sont consommés en grande quantité aussi bien qu’offerts comme cadeaux au cours de l’année.
Dans la conscience des habitants de Poznań, le croissant est étroitement lié à la célébration de saint Martin qui est également le patron de la rue principale de Poznań.
Le croissant de Saint-Martin a la forme d’une demi-lune, il est couvert de glaçage et de noix. Il pèse de 200 g à 250 g ; sa largeur est de 10 cm et sa hauteur (dans la partie la plus large) est de 7 cm. La pâte est demi-feuilletée et élastique au goût doux et à l’odeur caractéristique de la pâte à levure et au pavot. Le fourrage se compose de pavot blanc, sucre, œufs, margarine, raisins, noix, fruits confits ou au sirop (cerises, poires, écorce d’orange) et arôme d’amande.

## Le croissant dans l'Union européenne
Le 30 octobre 2008, le croissant de Saint-Martin a été inscrit au registre des produits protégés dans l’Union européenne.